# Búnker Barraqueta

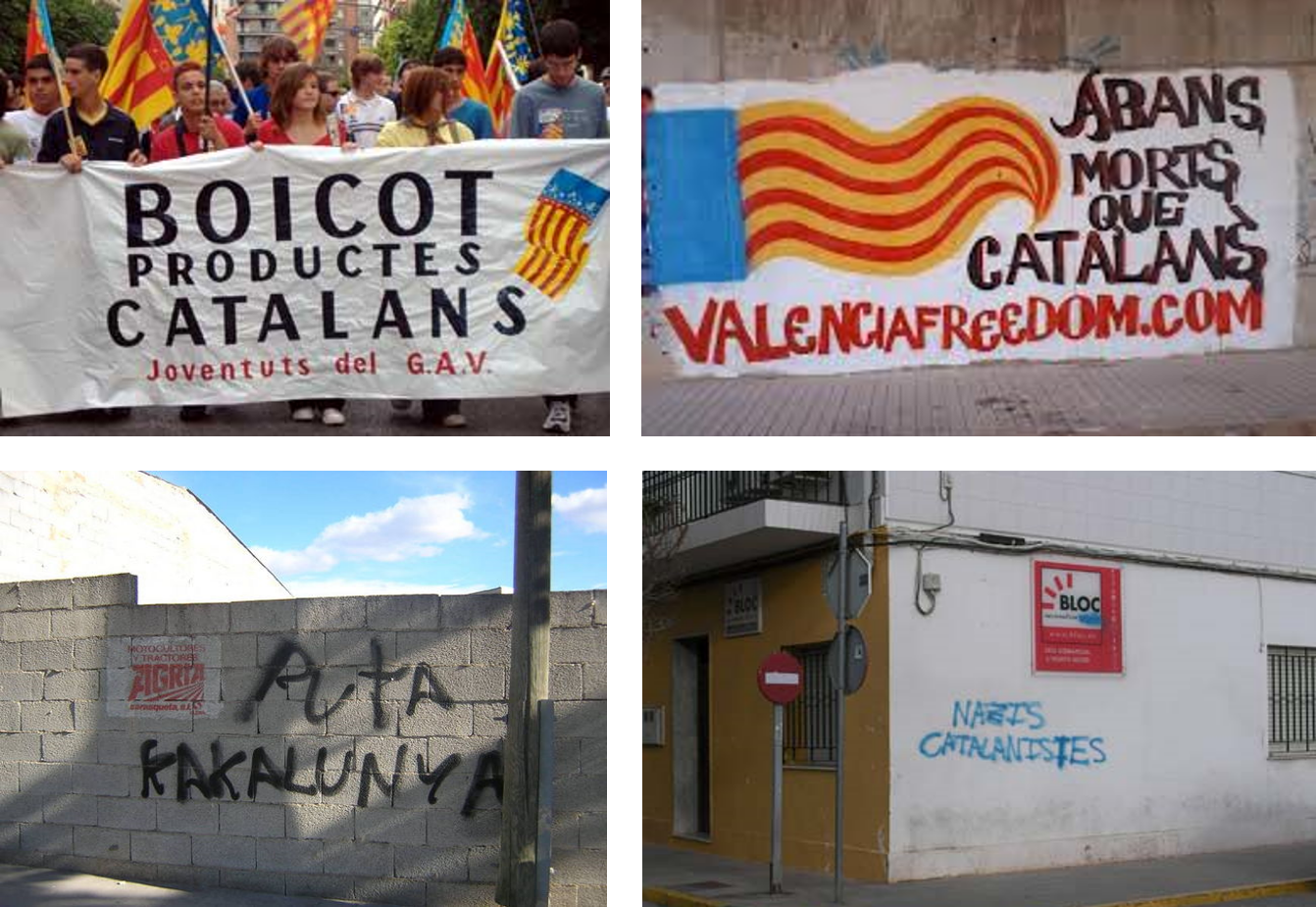
Grafitis y manifestaciones con mensajes catalanófobos

Búnker barraqueta (en valenciano: búnquer barraqueta) es un término despectivo creado durante la transición por sectores pancatalanistas para referirse a los sectores valencianos más reaccionarios y secesionistas (en el contexto del conflicto lingüístico valenciano), que, durante el auge de movimientos pancatalanista en la Comunidad Valenciana, dieron lugar a un movimiento cultural heterogéneo valencianista, conocido como blaverismo.